# القياس الحالي والتاريخي

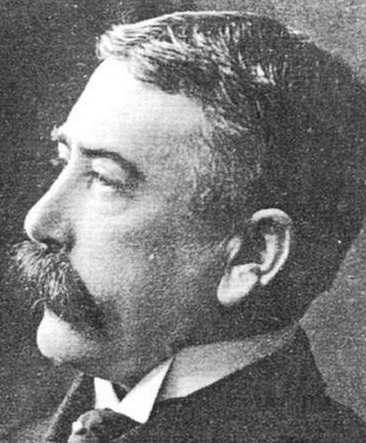
فرديناند دو سوسور

القياس الحالي والقياس التاريخي أو اللسانيَّات التزامنية (بالإنگليزية:Synchrony) واللسانيَّات الدايكرانيَّة أو اللاتزامنية (بالإنگليزية:Diachronic) هُما منهجا نَظَر مختلفان ومُكمِّلان في التحليلات اللسانيَّة:
- النهج الدايكراني أو اللاتزامنية (Diachrony) نهجٌ يأخذ بعين الاعتبار نمو وتطوُّر اللغة عبر التاريخ.[1] الكلمة بنيت على اليونانية القديمة من كلمتين: كلمة δια «من خلال» و χρόνος «الوقت». اللسانيات التاريخية عادة هو قسم من أقسام اللسانيات الدايكرانية.
- والنهج التزامني (Synchronic) نهج يدرس اللغة دون الأخد بالتاريخ بعين الاعتبار. الكلمة بنيت على اليونانية القديمة من كلمتي συν «مع» و χρόνος «الوقت». اللسانيات التزامنية تهدف إلى وصف قواعد اللغة في نقطة محددة من الزمن، على الرغم من أن هذه القواعد قد تكون مختلفة في مرحلة مبكرة من اللغة. النحو المدرسي عادة يستخدم هذه الطريقة (بالإضافة للوصفية اللغوية).